# Ивлева, Пелагея Сергеевна
Пелагея Сергеевна Ивлева (1 [14] мая 1904, Быково, Бронницкий уезд, Московская губерния – 1986, там же) — советский деятель сельского хозяйства, Герой Социалистического Труда.

## Биография
Родилась 1 [14] мая 1904 года в селе Быково Быковской волости Бронницкого уезда Московской губернии в семье крестьян Сергея Васильева и Александры Степановой Маркиных, крещена на следующий день.
С 1920 года — на хозяйственной, общественной и политической работе. В 1920—1959 гг. — доярка, заведующая фермой колхоза «Путь к коммунизму» Раменского района Московской области.
Указом Президиума Верховного Совета СССР от 18 сентября 1950 года присвоено звание Героя Социалистического Труда с вручением ордена Ленина и золотой медали «Серп и Молот».
Избиралась депутатом Верховного Совета РСФСР 3-го и 4-го созывов.
Умерла в 1986 году.